# Elecciones de convencionales constituyentes de Argentina de 1957
Las elecciones de convencionales constituyentes de Argentina de 1957 fue un acto eleccionario convocado por la dictadura cívico-militar gobernante para formar una Convención Constituyente para ratificar la decisión la abolición de las reformas de 1949 y realizar algunas reformas adicionales, pautadas por un decreto-ley del general Pedro Eugenio Aramburu. La dictadura prohibió la participación en las elecciones del Partido Peronista, uno de los principales partidos políticos argentinos. La convocatoria se realizó sin la sanción de la ley especial aprobada por las dos terceras partes de los miembros del Congreso Nacional, declarando la necesidad de la reforma, exigida por el artículo 30 de la Constitución entonces vigente.
Como una parte de la población siguió las instrucciones del expresidente constitucional Juan D. Perón y del Movimiento Peronista en la clandestinidad y votó en blanco, el porcentaje de los mismos fue del 24,33% en tanto los dos partidos más votados fueron la Unión Cívica Radical del Pueblo (UCRP) con el 32,18% y la Unión Cívica Radical Intransigente (UCRI) con el 28,23%, pero este último obtuvo la mayor cantidad de convencionales, con 77 escaños, contra 75 del radicalismo del pueblo.
La Convención declaró la vigencia de la Constitución de 1853, con las reformas de 1860, 1866 y 1898, pero sin la reforma de 1949 y antes de disolverse por falta de  quórum alcanzó a aprobar solamente una norma referida a algunos derechos del trabajo posteriormente denominada artículo 14 bis.
Fueron las primeras elecciones nacionales en utilizar el sistema proporcional D'Hont. Desde 1912 con la sanción de la Ley Sáenz Peña se usaba el sistema de lista incompleta, donde el partido más votado ganaba dos tercios de las bancas y el segundo más votado ganaba el otro tercio. Para las elecciones de 1958 se volvería al sistema de lista incompleta y no se usaría el sistema proporcional hasta 1963.

## Desarrollo
El 30 de agosto, durante la primera sesión preparatoria, un grupo de convencionales encabezados por Oscar Alende de la UCRI e integrado además de los representantes de ese partido por Cipriano Reyes y dos convencionales más del Partido Laborista PLA, Juan C. Deghi por el Partido de los Trabajadores PdT y Enrique Ariotti de la Unión Federal UF plantearon la nulidad de la Convención Constituyente con el argumento de que un presidente de facto no tiene facultades para derogar una Constitución, ni para declarar la necesidad de su reforma, además de afirmar el carácter antidemocrático de la consulta al impedir la representación del electorado peronista. Los restantes convencionales sostuvieron la validez de la convocatoria en el derecho revolucionario y ganaron la votación rechazando la nulidad ante lo cual los 77 miembros del bloque de la Unión Cívica Radical Intransigente se retiró de la convención, y poco más tarde se retiraron también los convencionales filo-peronistas o antiguos peronistas del PLA, PdT y UF y nueve de la UCRP que respondían al dirigente Amadeo Sabattini, encabezados por Mario Roberto. Los dictámenes de comisión sobre propiedad de la tierra y de los recursos mineros determinó poco después de aprobarse la norma luego conocida como artículo 14 bis los convencionales de los partidos conservadores abandonaran también la convención dejándola sin quorum y en virtual disolución.

## Resultados
Los partidos políticos que apoyaban la reforma (UCRP, PS, PDC, PDP, PD, PDC y PCI) alcanzaron 120 bancas, mientras que los partidos que estaban en contra de la reforma (UCRI, PL, PT, UF) obtuvieron 85 bancas. El resultado fue el siguiente: 
|  | 32,15 % |

|  | 28,20 % |

|  | 8,02 % |

|  | 6,42 % |

|  | 5,09 % |

|  | 4,03 % |

|  | 3,49 % |

|  | 2,43 % |

|  | 1,42 % |

|  | 1,32 % |

|  | 1,17 % |

|  | 0,90 % |

|  | 0,78 % |

|  | 0,73 % |

|  | 0,61 % |

|  | 0,47 % |

|  | 0,38 % |

|  | 0,37 % |

|  | 0,31 % |

|  | 0,17 % |

|  | 0,15 % |

|  | 0,14 % |

|  | 0,13 % |

|  | 0,13 % |

|  | 0,13 % |

|  | 0,12 % |

|  | 0,10 % |

|  | 0,10 % |

|  | 0,09 % |

|  | 0,08 % |

|  | 0,08 % |

|  | 0,07 % |

|  | 0,06 % |

|  | 0,04 % |

|  | 0,04 % |

|  | 0,04 % |

|  | 0,01 % |

|  | 75,27 % |

|  | 24,31 % |

|  | 0,41 % |

|  | 90,07 % |

|  | 100 % |

## Resultados por distrito
|  | 34,81 % |

|  | 30,57 % |

|  | 8,35 % |

|  | 4,96 % |

|  | 3,83 % |

|  | 3,30 % |

|  | 3,25 % |

|  | 2,38 % |

|  | 2,28 % |

|  | 1,74 % |

|  | 1,62 % |

|  | 1,51 % |

|  | 1,40 % |

|  | 74,74 % |

|  | 25,04 % |

|  | 0,22 % |

|  | 90,76 % |

|  | 100 % |

|  | 32,20 % |

|  | 23,75 % |

|  | 17,94 % |

|  | 7,04 % |

|  | 5,07 % |

|  | 3,26 % |

|  | 2,54 % |

|  | 1,65 % |

|  | 1,50 % |

|  | 1,21 % |

|  | 0,96 % |

|  | 0,67 % |

|  | 0,63 % |

|  | 0,56 % |

|  | 0,46 % |

|  | 0,38 % |

|  | 0,19 % |

|  | 81,21 % |

|  | 18,35 % |

|  | 0,44 % |

|  | 94,36 % |

|  | 100 % |

|  | 36,70 % |

|  | 23,93 % |

|  | 21,19 % |

|  | 10,76 % |

|  | 2,50 % |

|  | 2,41 % |

|  | 1,59 % |

|  | 0,92 % |

|  | 67,46 % |

|  | 32,20 % |

|  | 0,33 % |

|  | 83,74 % |

|  | 100 % |

|  | 28,34 % |

|  | 25,77 % |

|  | 14,10 % |

|  | 10,99 % |

|  | 7,20 % |

|  | 6,14 % |

|  | 5,03 % |

|  | 2,44 % |

|  | 81,91 % |

|  | 17,18 % |

|  | 0,91 % |

|  | 82,64 % |

|  | 100 % |

|  | 38,78 % |

|  | 29,95 % |

|  | 11,36 % |

|  | 10,88 % |

|  | 9,02 % |

|  | 79,50 % |

|  | 20,03 % |

|  | 0,47 % |

|  | 71,59 % |

|  | 100 % |

|  | 45,28 % |

|  | 20,99 % |

|  | 17,01 % |

|  | 7,18 % |

|  | 2,58 % |

|  | 2,57 % |

|  | 2,00 % |

|  | 1,64 % |

|  | 0,75 % |

|  | 72,75 % |

|  | 26,60 % |

|  | 0,65 % |

|  | 90,88 % |

|  | 100 % |

|  | 37,62 % |

|  | 23,41 % |

|  | 19,70 % |

|  | 7,07 % |

|  | 6,55 % |

|  | 4,01 % |

|  | 1,02 % |

|  | 0,62 % |

|  | 88,77 % |

|  | 10,88 % |

|  | 0,36 % |

|  | 85,09 % |

|  | 100 % |

|  | 34,09 % |

|  | 33,77 % |

|  | 14,41 % |

|  | 8,10 % |

|  | 4,32 % |

|  | 1,93 % |

|  | 1,91 % |

|  | 1,48 % |

|  | 78,03 % |

|  | 21,82 % |

|  | 0,15 % |

|  | 86,34 % |

|  | 100 % |

|  | 42,26 % |

|  | 26,05 % |

|  | 12,09 % |

|  | 7,26 % |

|  | 5,26 % |

|  | 4,38 % |

|  | 2,71 % |

|  | 88,31 % |

|  | 11,41 % |

|  | 0,29 % |

|  | 78,10 % |

|  | 100 % |

|  | 29,36 % |

|  | 19,24 % |

|  | 12,53 % |

|  | 11,70 % |

|  | 10,72 % |

|  | 10,53 % |

|  | 4,28 % |

|  | 1,64 % |

|  | 75,05 % |

|  | 24,35 % |

|  | 0,60 % |

|  | 84,20 % |

|  | 100 % |

|  | 46,81 % |

|  | 27,08 % |

|  | 11,84 % |

|  | 10,33 % |

|  | 3,94 % |

|  | 81,16 % |

|  | 18,81 % |

|  | 0,03 % |

|  | 89,27 % |

|  | 100 % |

|  | 42,61 % |

|  | 32,19 % |

|  | 12,07 % |

|  | 8,43 % |

|  | 2,36 % |

|  | 2,35 % |

|  | 72,65 % |

|  | 27,22 % |

|  | 0,13 % |

|  | 86,47 % |

|  | 100 % |

|  | 29,07 % |

|  | 27,79 % |

|  | 20,27 % |

|  | 6,30 % |

|  | 4,41 % |

|  | 3,49 % |

|  | 2,82 % |

|  | 2,29 % |

|  | 1,34 % |

|  | 1,19 % |

|  | 1,04 % |

|  | 72,43 % |

|  | 26,59 % |

|  | 0,98 % |

|  | 91,90 % |

|  | 100 % |

|  | 41,54 % |

|  | 25,25 % |

|  | 16,32 % |

|  | 6,15 % |

|  | 4,42 % |

|  | 3,19 % |

|  | 3,14 % |

|  | 84,62 % |

|  | 14,82 % |

|  | 0,56 % |

|  | 83,82 % |

|  | 100 % |

|  | 38,23 % |

|  | 18,45 % |

|  | 13,14 % |

|  | 10,77 % |

|  | 8,22 % |

|  | 5,67 % |

|  | 5,52 % |

|  | 78,22 % |

|  | 21,68 % |

|  | 0,10 % |

|  | 83,39 % |

|  | 100 % |

|  | 35,00 % |

|  | 23,35 % |

|  | 14,98 % |

|  | 12,27 % |

|  | 8,43 % |

|  | 5,98 % |

|  | 80,11 % |

|  | 19,56 % |

|  | 0,33 % |

|  | 78,20 % |

|  | 100 % |

|  | 27,43 % |

|  | 19,74 % |

|  | 18,73 % |

|  | 10,42 % |

|  | 6,47 % |

|  | 6,02 % |

|  | 3,60 % |

|  | 3,54 % |

|  | 2,17 % |

|  | 1,89 % |

|  | 83,56 % |

|  | 15,90 % |

|  | 0,54 % |

|  | 81,40 % |

|  | 100 % |

|  | 27,20 % |

|  | 25,38 % |

|  | 15,55 % |

|  | 8,74 % |

|  | 4,44 % |

|  | 4,34 % |

|  | 4,13 % |

|  | 3,52 % |

|  | 3,46 % |

|  | 1,29 % |

|  | 1,05 % |

|  | 0,91 % |

|  | 79,85 % |

|  | 19,81 % |

|  | 0,34 % |

|  | 92,00 % |

|  | 100 % |

|  | 41,99 % |

|  | 29,69 % |

|  | 11,17 % |

|  | 10,74 % |

|  | 3,81 % |

|  | 1,36 % |

|  | 1,23 % |

|  | 84,22 % |

|  | 15,65 % |

|  | 0,13 % |

|  | 91,16 % |

|  | 100 % |

|  | 48,95 % |

|  | 31,89 % |

|  | 19,16 % |

|  | 58,91 % |

|  | 40,80 % |

|  | 0,29 % |

|  | 71,77 % |

|  | 100 % |

|  | 31,13 % |

|  | 21,88 % |

|  | 21,68 % |

|  | 7,50 % |

|  | 5,47 % |

|  | 3,77 % |

|  | 3,10 % |

|  | 2,17 % |

|  | 2,11 % |

|  | 1,20 % |

|  | 68,25 % |

|  | 31,31 % |

|  | 0,44 % |

|  | 93,39 % |

|  | 100 % |

|  | 36,97 % |

|  | 32,43 % |

|  | 8,64 % |

|  | 7,71 % |

|  | 5,66 % |

|  | 4,59 % |

|  | 4,02 % |

|  | 66,72 % |

|  | 32,68 % |

|  | 0,61 % |

|  | 74,60 % |

|  | 100 % |

|  | 38,61 % |

|  | 27,05 % |

|  | 7,44 % |

|  | 5,71 % |

|  | 4,91 % |

|  | 4,68 % |

|  | 3,44 % |

|  | 2,83 % |

|  | 2,27 % |

|  | 2,11 % |

|  | 0,95 % |

|  | 58,79 % |

|  | 40,34 % |

|  | 0,87 % |

|  | 89,74 % |

|  | 100 % |

## Consecuencias
La UCRI y otros partidos plantearon la ilegalidad y falta de legitimidad de la Convención y se retiraron. Los convencionales restantes se limitaron a convalidar la decisión del gobierno militar e inmediatamente después los convencionales comenzaron a retirarse sin tratar las reformas preparadas por las comisiones. Mientras los representantes se retiraban, una parte logró sancionar el artículo 14 bis, referido a algunos derechos del trabajo. Luego de ello ya no fue posible lograr una nueva sesión con quórum y la Convención se disolvió sin completar la agenda ni tratar el proyecto de reformas constitucionales realizado durante la misma.

## Boletas

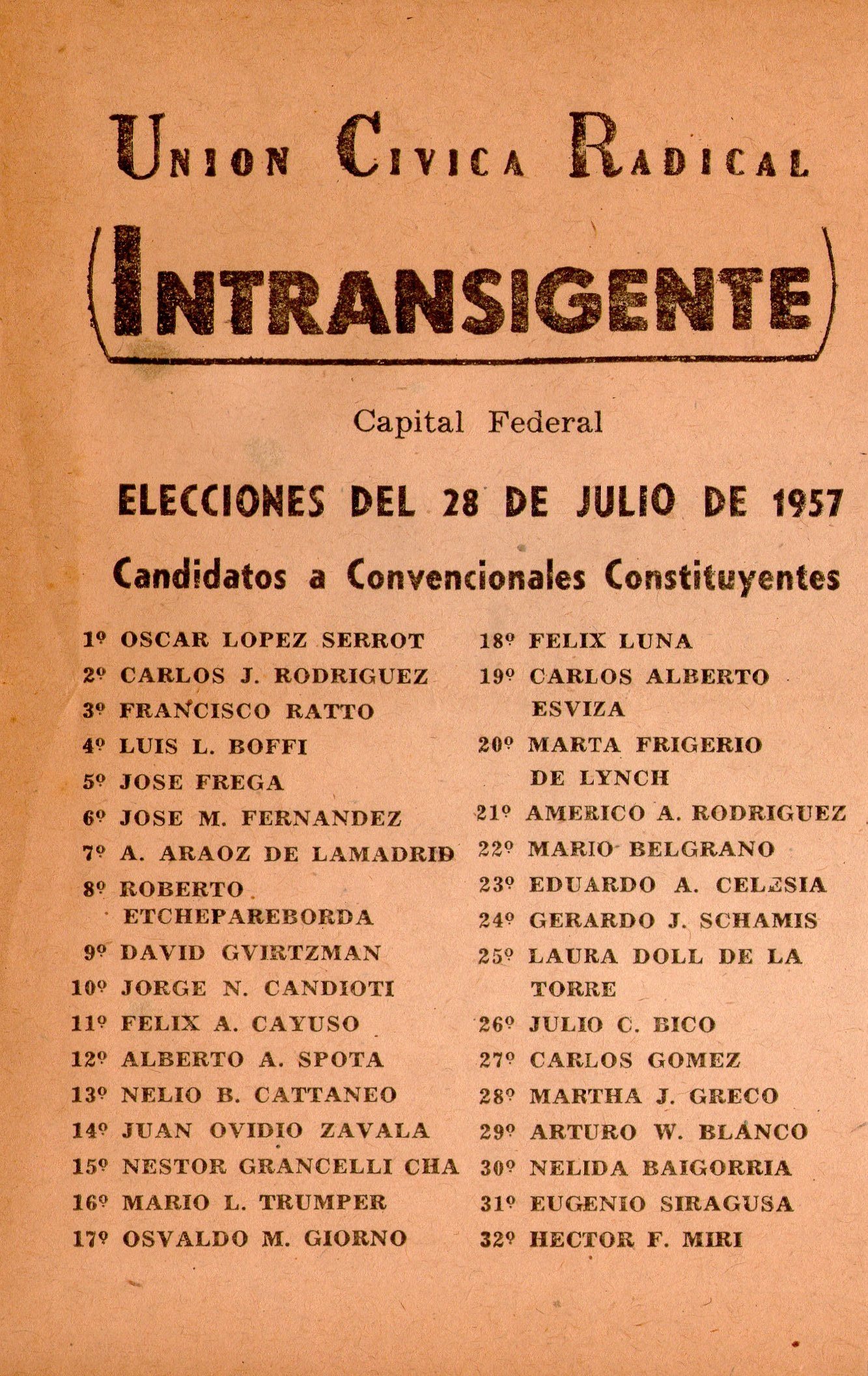
Unión Cívica Radical Intransigente - Capital Federal
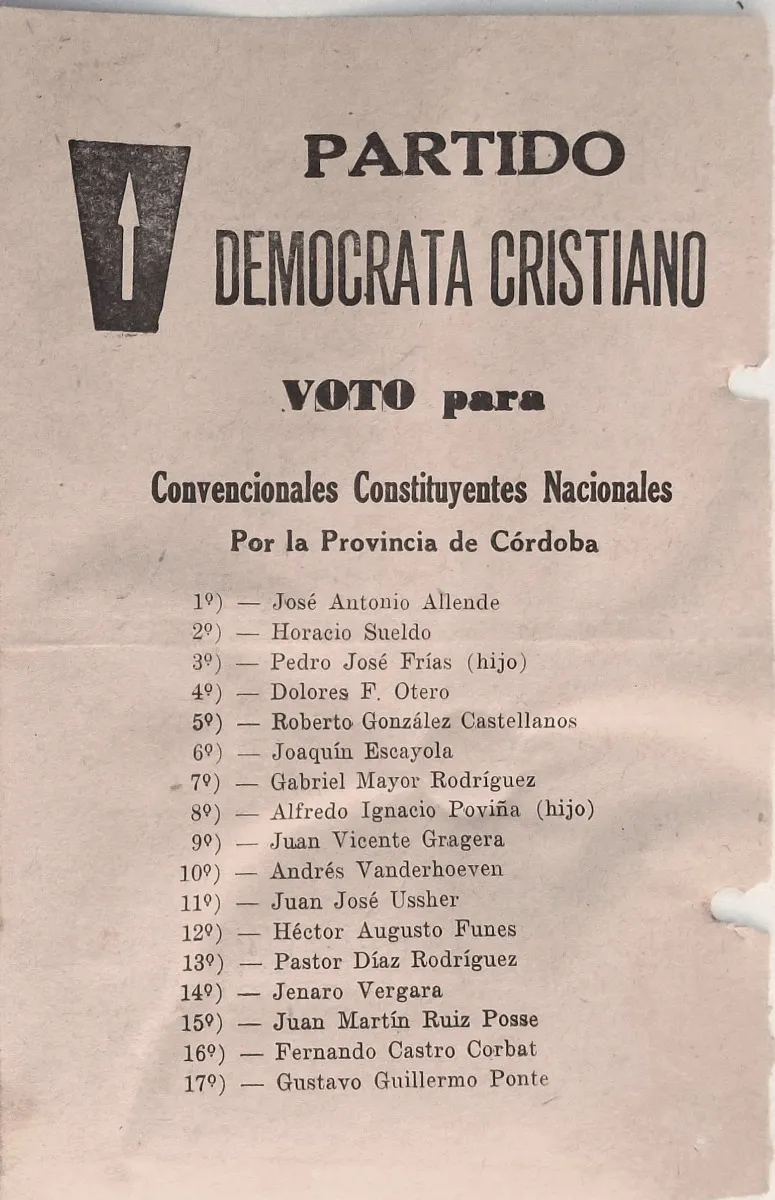
Partido Demócrata Cristiano - Córdoba